# Министерство гражданской администрации КНР
Министерство гражданской администрации КНР — министерство под юрисдикцией Государственного совета КНР, ответственное за социальные и административные дела. Оно было создано из Министерства внутренних дел Китайской Народной Республики .

## История
- Ноябрь 1949 года — создаётся Министерство внутренних дел Центрального народного правительства .
- Сентябрь 1954 года — переименовывается в Министерство внутренних дел КНР.
- Январь 1969 года — министерство упразднено.
- Май 1978 года — создается Министерство гражданской администрации КНР.

## Список министров
| #  | Министр       | Начало срока    | Конец срока    |
| -- | ------------- | --------------- | -------------- |
| 1  | Се Цзюэцзай   | 19 октября 1949 | 28 апреля 1960 |
| 2  | Цянь Ин       | 28 апреля 1960  | 19 ноября 1960 |
| 3  | Цзэн Шань     | 19 ноября 1960  | Июнь 1970      |
| 4  | Чэн Цзыхуа    | 5 марта 1978    | 4 мая 1982     |
| 5  | Цуй Найфу     | 4 мая 1982      | 29 марта 1993  |
| 5  | Дорчже Церинг | 29 марта 1993   | 17 марта 2003  |
| 6  | Ли Сюэчжу     | 17 марта 2003   | 25 июня 2010   |
| 7  | Ли Лиго       | 25 июня 2010    | 7 ноября 2016  |
| 8  | Хуан Шусянь   | 7 ноября 2016   | октябрь 2019   |
| 9  | Ли Цзихэн     | октябрь 2019    | февраль 2020   |
| 10 | Тан Дэнцзе    | с февраля 2022  |                |